# József Asbóth
József Asbóth (Szombathely, 18 de setembro de 1917 - Munique - 22 de setembro de 1986) foi um tenista profissional húngaro.

## Grand Slam finais

### Simples (1 título)
| Ano  | Campeonato    | Oponente      | Placar        |
| 1947 | Roland Garros | Eric Sturgess | 8–6, 7–5, 6–4 |